# Seletice
Seletice jsou obec v okrese Nymburk ve Středočeském kraji. Leží asi sedmnáct kilometrů severně od Nymburku. Žije v nich 218 obyvatel.

## Název
Název vesnice je odvozen z příjmení Sele ve významu ves lidí Seletových. V historických pramenech se název vsi objevuje ve tvarech: in Seleticzych (1437) a Seleticze (1568, 1638).

## Historie
První písemná zmínka o vesnici pochází z roku 1437.
V obci Seletice (540 obyvatel) byly v roce 1932 evidovány tyto živnosti a obchody: 2 hostince, kolář, 2 kováři, krejčí, 2 mlýny, 2 obuvníci, pila, 11 rolníků, řezník, sadař, 2 obchody se smíšeným zbožím, spořitelní a záložní spolek pro Seletice, 2 trafiky, truhlář.

## Přírodní poměry
Na potoce Kozačka se nachází několik rybníků. Na východním okraji obce je návesní rybník o rozloze asi tři čtvrtě hektaru, který je využíván pro chov ryb.

## Obyvatelstvo
| Rok            | 1869 | 1880 | 1890 | 1900 | 1910 | 1921 | 1930 | 1950 | 1961 | 1970 | 1980 | 1991 | 2001 | 2011 | 2021 |
| -------------- | ---- | ---- | ---- | ---- | ---- | ---- | ---- | ---- | ---- | ---- | ---- | ---- | ---- | ---- | ---- |
| Počet obyvatel | 686  | 710  | 677  | 598  | 561  | 525  | 462  | 334  | 317  | 245  | 218  | 181  | 156  | 206  | 223  |
| Počet domů     | 95   | 101  | 104  | 111  | 120  | 125  | 136  | 136  | 110  | 88   | 81   | 115  | 135  | 143  | 147  |

## Obecní správa

### Územněsprávní začlenění
Dějiny územněsprávního začleňování zahrnují období od roku 1850 do současnosti. V chronologickém přehledu je uvedena územně administrativní příslušnost obce v roce, kdy ke změně došlo:
- 1850 země česká, kraj Jičín, politický okres Jičín, soudní okres Libáň[8]
- 1855 země česká, kraj Jičín, soudní okres Libáň
- 1868 země česká, politický okres Jičín, soudní okres Libáň
- 1939 země česká, Oberlandrat Jičín, politický okres Jičín, soudní okres Libáň[9]
- 1942 země česká, Oberlandrat Hradec Králové, politický okres Jičín, soudní okres Libáň[10]
- 1945 země česká, správní okres Jičín, soudní okres Libáň[11]
- 1949 Hradecký kraj, okres Jičín[12]
- 1960 Středočeský kraj, okres Nymburk
- 1961 Středočeský kraj, okres Nymburk, obec Košík[13]
- k 24. listopadu 1990 Středočeský kraj, okres Nymburk[13]
- 2003 Středočeský kraj, okres Nymburk, obec s rozšířenou působností Nymburk

### Obecní symboly
Znak a vlajka byly obci uděleny rozhodnutím předsedy Poslanecké sněmovny Parlamentu České republiky dne 5. března 2015.

## Doprava
Obcí prochází silnice II/279 Svijany – Dolní Bousov – Mcely. Železniční trať ani stanice na území obce nejsou. V roce 2011 v obci měla konečnou zastávku autobusová linka Nymburk – Loučeň – Seletice (v pracovní dny šest spojů, o víkendech čtyři spoje, dopravce Okresní autobusová doprava Kolín), obcí projížděla linka Mladá Boleslav – Prodašice – Rožďalovice (v pracovní dny jeden spoj, dopravce Transcentrum bus).

## Rodáci
- František Kordač (1852–1934), pražský arcibiskup

## Galerie

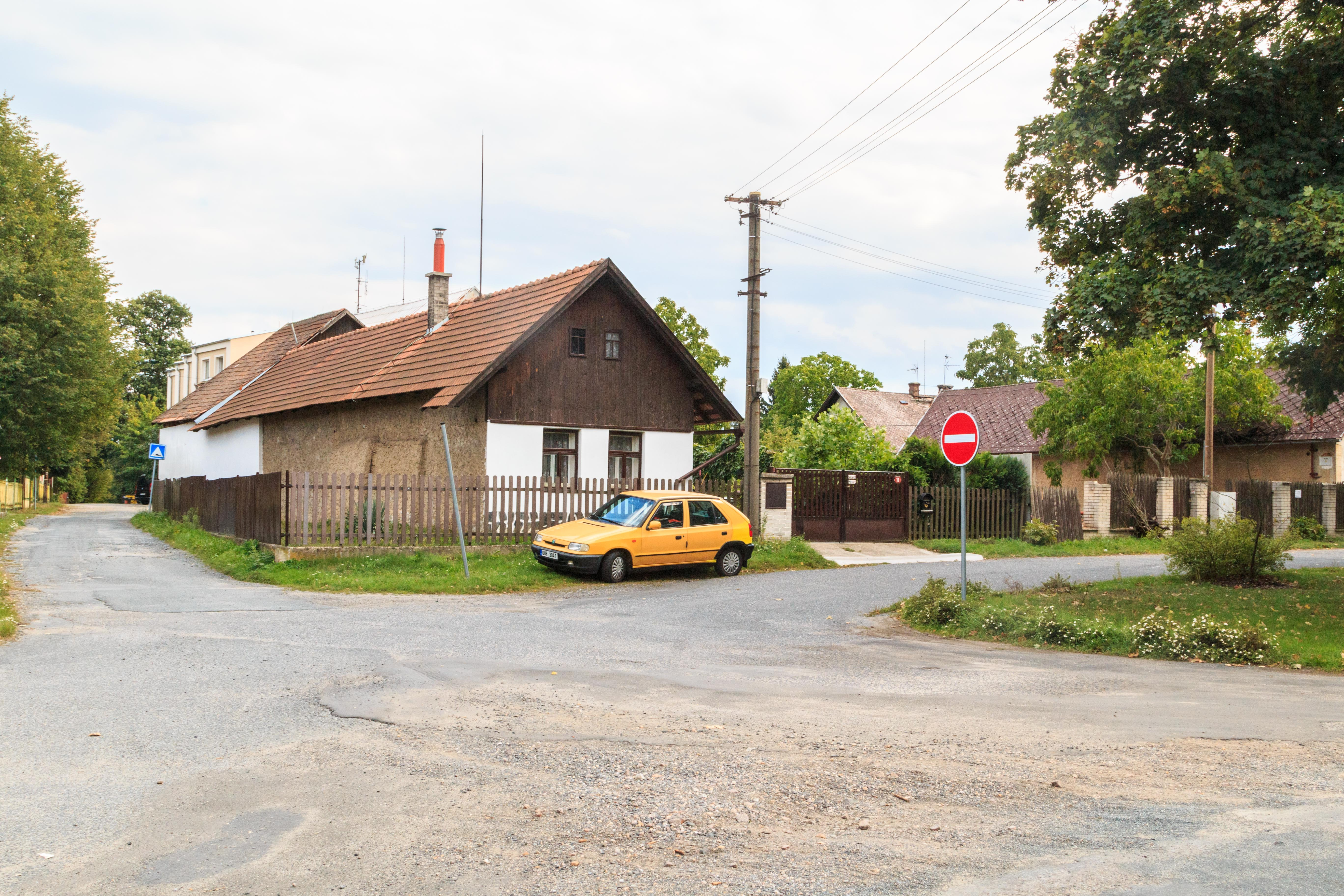
Dům čp. 11
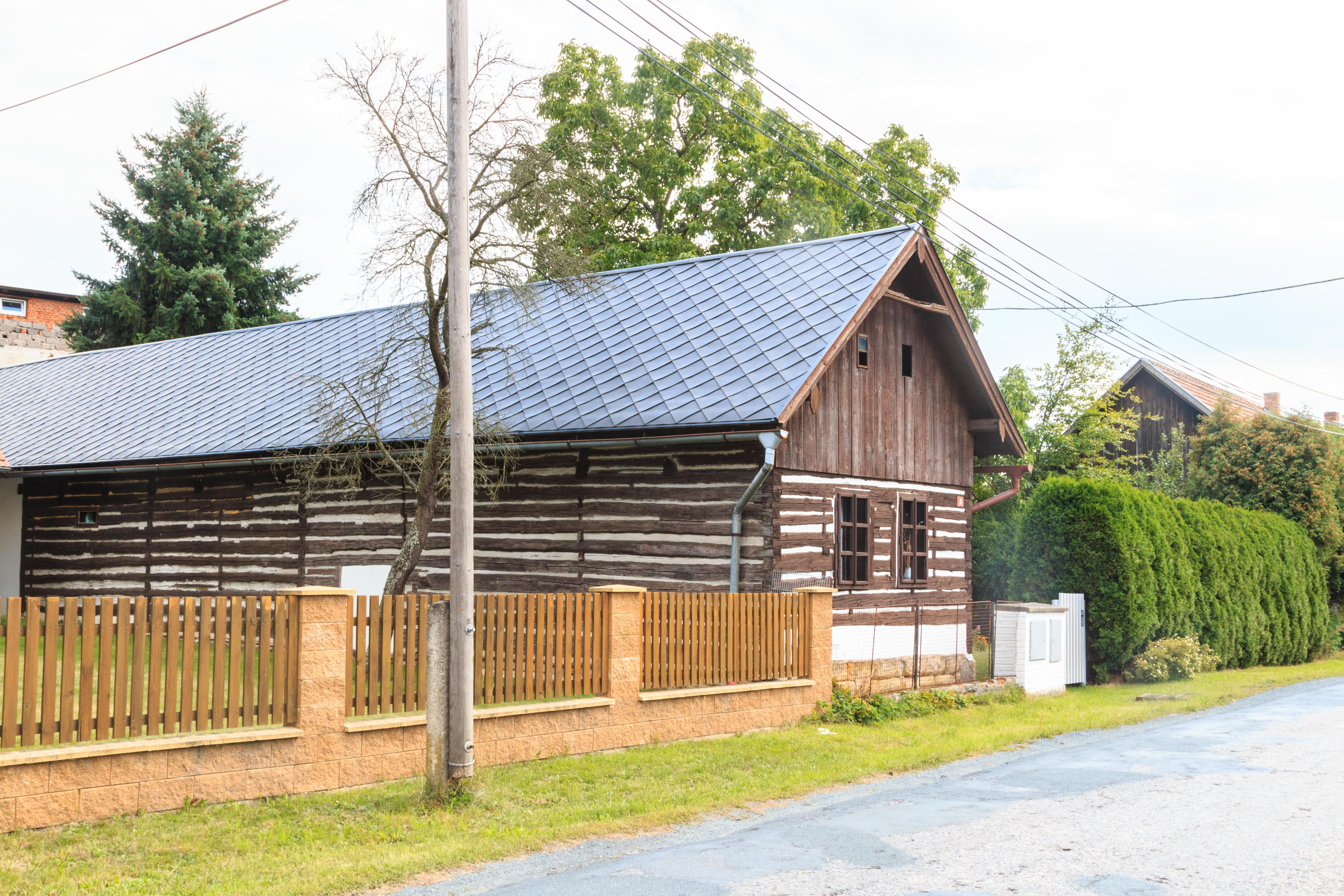
Dům čp. 8
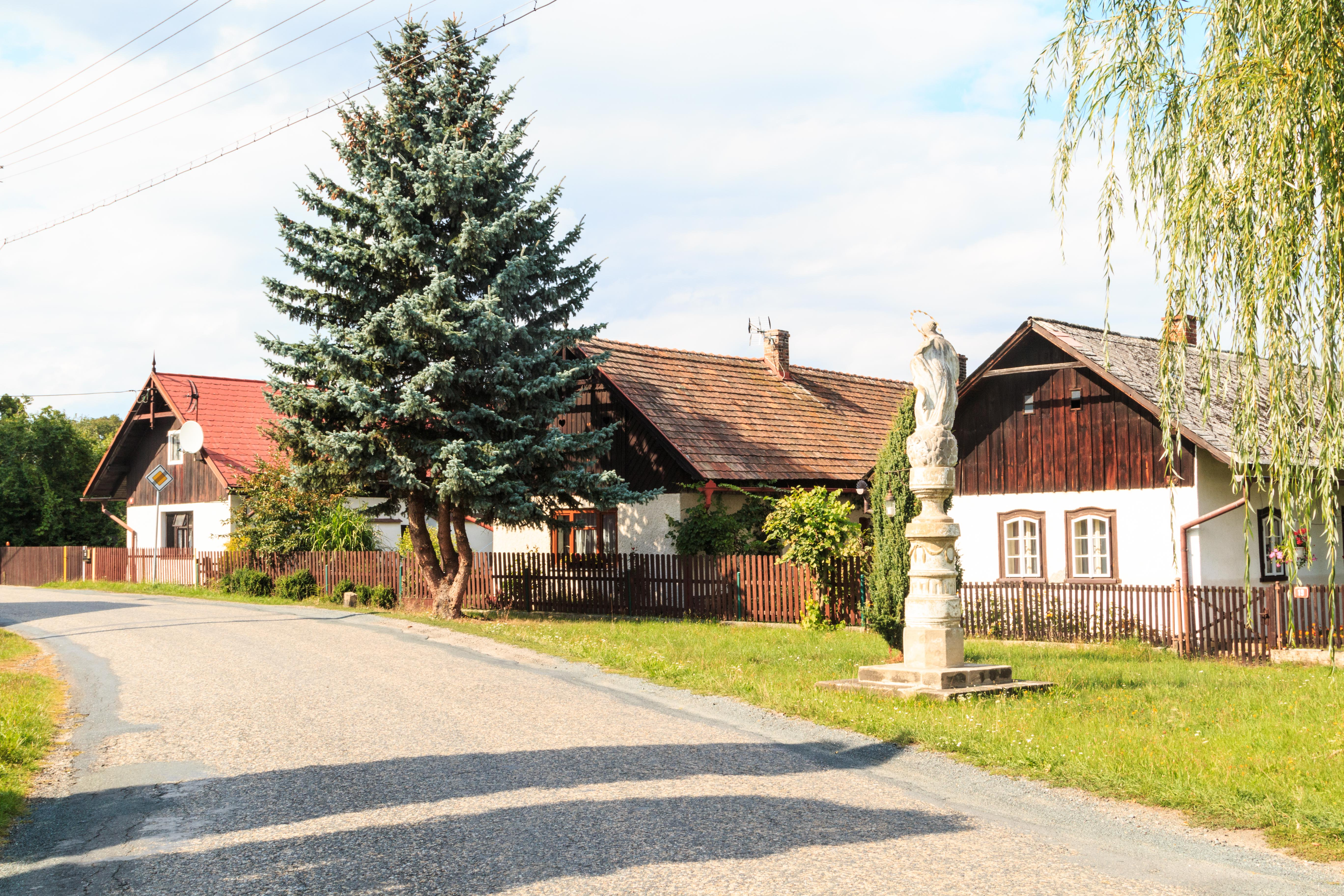
Dům čp. 19
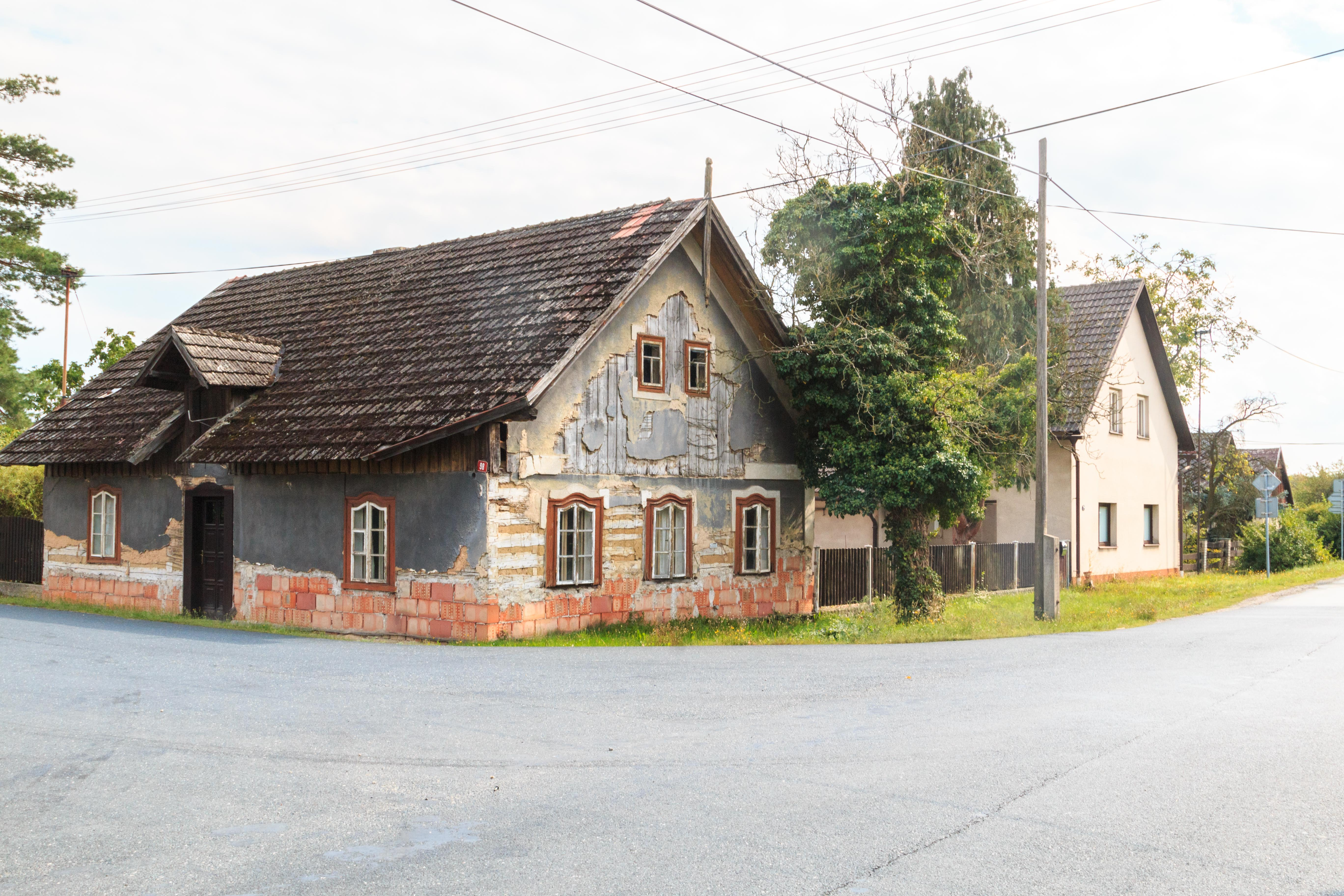
Dům čp. 98
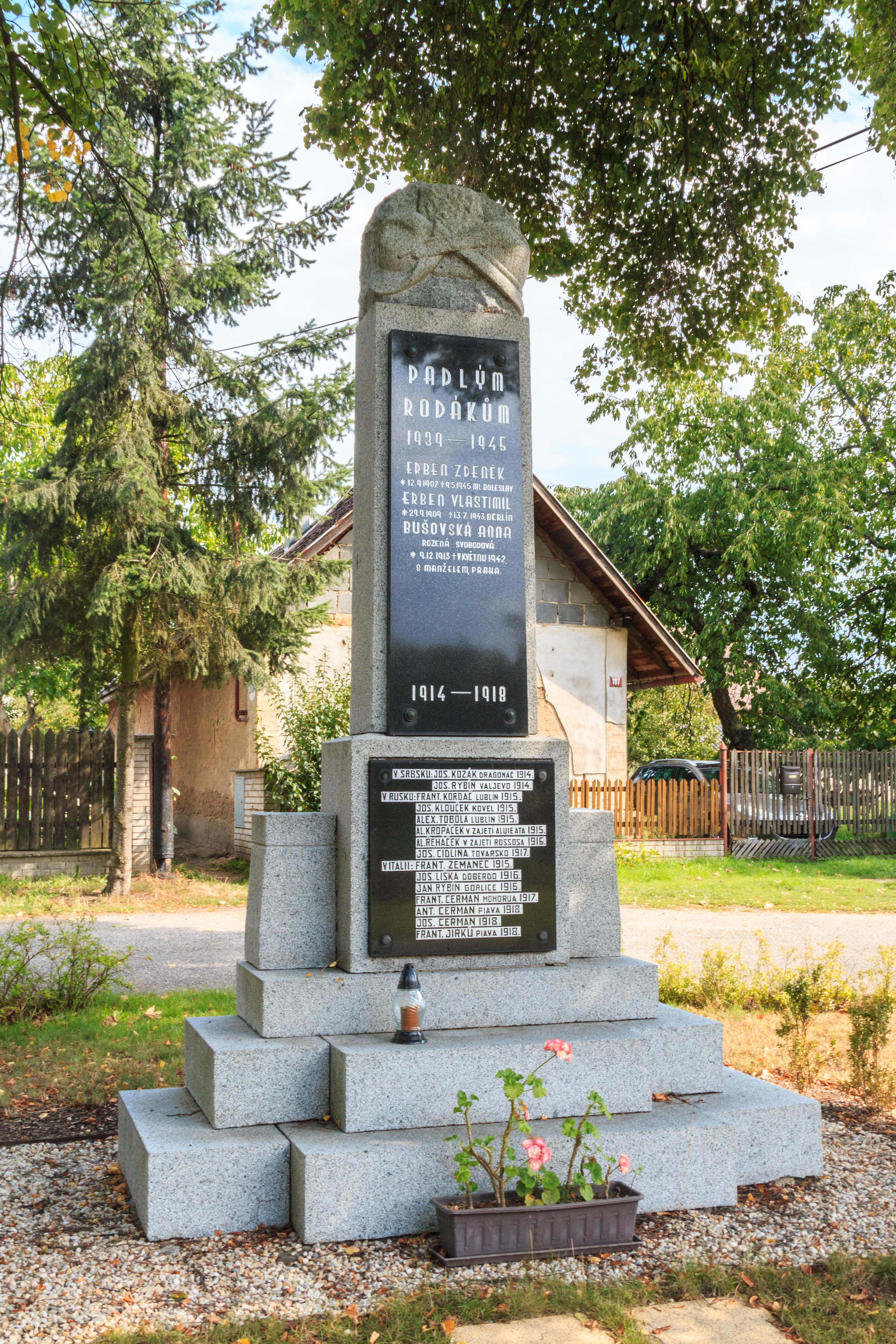
Pomník padlých
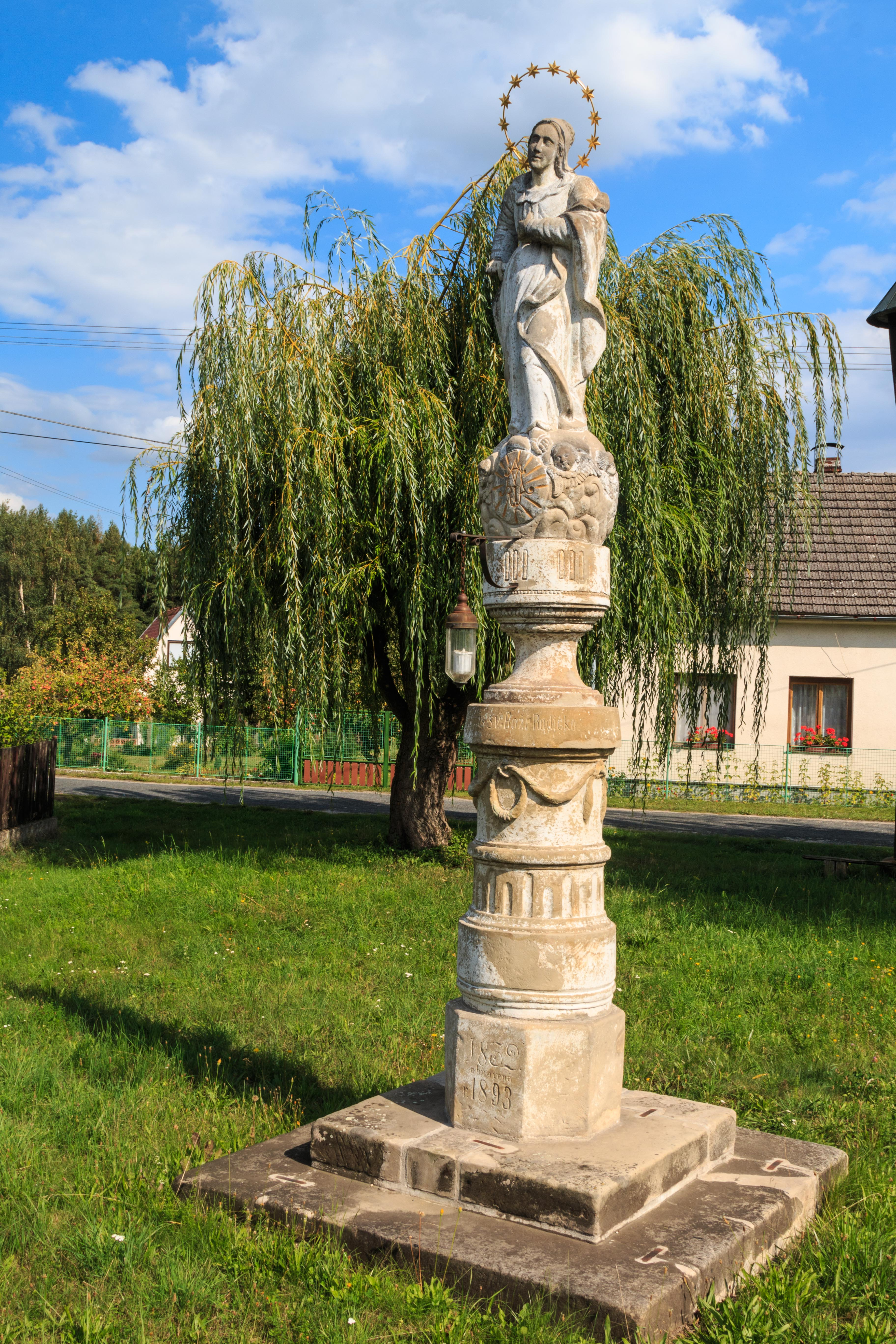
Socha Panny Marie